# Pere Torras i Escudé
Pere Torras i Escudé   (Barcelona, 21 de gener de 1925 - Barcelona, 25 de febrer de 2019) fou un entrenador i dirigent d'hoquei sobre patins.
Jugador d'hoquei sobre patibs a finals dels anys quaranta, viat passà a les tasques directives i el 1948 ocupava el càrrec de delegat a l'equip Gran Via de Barcelona, després passà al Creu Roja i finalment a l'Apolo, on començà la seva carrera d'entrenador, que continuà en el Joventut de Badalona. El 1957 entrà a la Federació Catalana de Patinatge i es convertí, successivament, en el responsable del Comitè d'Hoquei, del Col·legi d'Àrbitres, del Col·legi Regional de Preparadors i de la selecció catalana. Fou seleccionador espanyol absolut i júnior (1967-75), i guanyà dos dos títols mundials (San Juan 1970 i La Corunya 1972), un europeu (Lausana 1969), i tres Copes de les Nacions de Montreux (1967, 1971, 1975) en categoria absoluta, i tres europeus júnior (1968, 1972, 1973). El 1981 fou elegit president de la Federació Barcelonesa de Patinatge i, arran de la unificació de les quatre territorials, es convertí en president de la Federació Catalana de Patinatge (1982-2002). També fou vicepresident de la federació espanyola, membre del Comitè Internacional d'Hoquei Patins i membre d'honor de la Federació Internacional de Patinatge.